# Skate nos Jogos Pan-Americanos de 2023 - Park feminino
A competição do park feminino do skate integrou o programa da patinação sobre rodas nos Jogos Pan-Americanos de 2023 e foi disputada em 22 de outubro de 2023 na Esplanada dos Esportes Urbanos, localizado no cluster do Estádio Nacional. Um total de 8 skatistas, cada uma representando um Comitê Olímpico Nacional (CON), participaram do evento.

## Calendário
Horário local (UTC−3).
| Data          | Hora  | Fase  |
| ------------- | ----- | ----- |
| 22 de outubro | 11:00 | Final |

## Medalhistas
| Ouro   | CAN Fay De Fazio Ebert |
| Prata  | BRA Raicca Ventura     |
| Bronze | USA Bryce Wettstein    |

## Resultados
A competição foi disputada em um único dia. Cada skatista teve três tentativas para realizar as manobras, com a melhor pontuação sendo considerada para determinar as medalhistas.
| Pos.              | Skatista           | CON                | Tentativa | Tentativa | Tentativa | Total |
| Pos.              | Skatista           | CON                | 1         | 2         | 3         | Total |
| ----------------- | ------------------ | ------------------ | --------- | --------- | --------- | ----- |
| Medalha de ouro   | Fay De Fazio Ebert | CAN Canadá         | 82.71     | 84.66     | 74.29     | 84.66 |
| Medalha de prata  | Raicca Ventura     | BRA Brasil         | 68.10     | 68.35     | 82.54     | 82.54 |
| Medalha de bronze | Bryce Wettstein    | USA Estados Unidos | 79.95     | 67.51     | 31.91     | 79.95 |
| 4                 | Brigitte Morales   | PER Peru           | 71.35     | 66.31     | 75.54     | 75.54 |
| 5                 | Nina Aguilar       | MEX México         | 66.37     | 60.14     | 67.24     | 67.24 |
| 6                 | Jofesina Tapia     | CHI Chile          | 62.08     | 12.13     | 29.13     | 62.08 |
| 7                 | Ailín Arzúa        | ARG Argentina      | 45.56     | 48.26     | 27.33     | 48.26 |
| 8                 | Nico Russi         | COL Colômbia       | 12.81     | 6.73      | 6.20      | 12.81 |